# کشتار شیعیان نیجریه توسط ارتش در سال ۲۰۱۵
کشتار ۲۰۱۵ شیعیان نیجریه واقعه‌ای است که در ۲۱ آذر ۱۳۹۴ (۱۲ دسامبر ۲۰۱۵) رخ داد. بر اثر حمله ارتش نیجریه به شیعیان شهر زاریا تعدادی کشته و زخمی شدند. این حمله منجر به تخریب حسینیه بقیةالله نیجریه شد. در جریان این حمله، چندین عضو ارشد جنبش اسلامی نیجریه از جمله شیخ محمد توری، مصطفی سعید (معاون و پزشک ابراهیم زکزاکی) ابراهیم عثمان و جمی گلیما کشته شدند.

## ریشه
فعالیت‌های سیاسی-اجتماعی ابراهیم زکزاکی رهبر جنبش اسلامی نیجریه با وجود مسالمت‌آمیز بودن همواره او را رودرروی مقام‌های دولتی نیجریه قرار داده‌است. مقام‌های نیجریه همواره به براهیم زکزاکی و جنبش اسلامی نیجریه با سوءظن نگاه می‌کنند. این سوءظن به‌ویژه با افزایش روزافزون هواداران زکزاکی بیشتر شده‌اند. بی‌اعتمادی متقابل موجب شد جنبش اسلامی نیجریه از ارتباط با حکومت بپرهیزد.

## رویداد
درگیری در ۱۲ دسامبر ۲۰۱۵ و زمانی آغاز شد که گروهی مسلح تلاش کردند فرمانده ارتش نیجریه را ترور کنند اما ناکام ماندند. انجام این ترور به جنبش اسلامی نیجریه نسبت داده شد. جنبش این اتهام را رد کرد و گفت سازمانی مسالمت‌جو است که هیچگاه علیه هیچ‌کس سلاح به دست نگرفته است. اما کمی بعد نظامیان به سوی اعضای جنبش در حسینیه‌ای که بیت زکزاکی است و یک محل دیگر تیراندازی کردند.
در جریان این کشتار، زکزاکی همراه با همسرش و صدها نفر از طرفدارانش و سه فزرند دیگرش زخمی و دستگیر شدند. دو فرزند دیگر او نیز در این درگیری کشته شدند. بر پایه برخی گزارش‌ها صدها عضو جنبش از جمله زنان و کودکان در سه مکان مختلف کشته شدند. سه نفر از نزدیکان شیخ زکزاکی شیخ محمد محمود توری، معاون زکزاکی، مصطفی سعید، رئیس سازمان درمانی جنبش، و ابراهیم عثمان، سخنگوی جنبش نیز کشته شدند. جنبش اسلامی می‌گوید ارتش نیجریه بیش از ۵۰۰۰ عضو آنرا کشته و جسدشان را یا سوزانده یا در گورهای جمعی دفن کرده است. به گفته ابراهیم موسی، سخنگوی جنبش، صدها عضو زخمی جنبش بدون رسیدگی پزشکی به بازداشتگاه فرستاده شدند که بعضی از آنها جان باختند. شیخ زکزاکی هم در این حمله (که روز ۱۳ دسامبر ۲۰۱۵ رخ داد) زخمی و دستگیر شد.
طبق گزارش آسوشیتد پرس در ۱۵ دسامبر، فعالان حقوق بشر ارتش نیجریه را به کشتن صدها نفر متهم کردند. رقم این کشتار که دستکم هزار نفر دانسته شده است «قتل‌عام مسلمانان» در شهر زاریا نامیده می‌شود.

## پیامدها
پس از این حمله شهرهای شمال نیجریه ناآرام بوده‌اند. معترضان خواستار آزادی زکزاکی و پایان سرکوب جنبش هستند. مجامع بین‌المللی هم دستگیری شیخ زکزاکی و حمله به جنبش‌اش را به‌طور گسترده محکوم کرده و خواهان تحقیقات مستقل در این باره شده‌اند.
آمریکا از این رخداد اعلام نگرانی کرد.